# Mathias Rasmussen
Pour les articles homonymes, voir Rasmussen.
Mathias Rasmussen, né le 25 novembre 1997 à Lyngdal en Norvège, est un footballeur norvégien qui joue au poste d'ailier gauche à l'Union Saint-Gilloise.

## Biographie

### En club
Né à Lyngdal en Norvège, Mathias Rasmussen est formé au Lyngdal IL, club de sa ville natale puis il rejoint l'IK Start en 2014. Il joue son premier match avec l'équipe première le 24 avril 2014 en coupe de Norvège contre le Hollen FK. Son équipe s'impose par quatre buts à zéro ce jour-là.
Le 15 juillet 2016, Mathias Rasmussen s'engage en faveur du club danois du FC Nordsjælland, où il signe pour quatre ans.
Le 28 mai 2017, Rasmussen inscrit son premier but pour Nordsjælland, lors d'une rencontre de championnat face au Brøndby IF. Il est titularisé au poste d'ailier gauche et son équipe l'emporte par deux buts à un.
Le 2 octobre 2020, Mathias Rasmussen fait son retour en Norvège en s'engageant jusqu'en 2023 avec le SK Brann. Il joue son premier match pour le SK Brann le 17 octobre 2020 face au Mjøndalen IF, en championnat. Il est titularisé au poste d'ailier gauche et son équipe s'incline par deux buts à zéro.
Lors de la saison 2021, il ne peut empêcher la descente de son équipe, reléguée en deuxième division après un match de barrage perdu face au FK Jerv.
Rasmussen joue donc en deuxième division norvégienne lors de la saison 2022. Lors de cet exercice, il devient un pilier de l'équipe alors qu'il était en instance de départ à l'intersaison. Il inscrit quinze buts, ce qui en fait le troisième meilleur de la ligue, et délivre huit passes décisives. Rasmussen contribue ainsi à la promotion de son équipe en première division, seulement un an après l'avoir quittée et est élu meilleur joueur de la saison de deuxième division norvégienne.
Le 27 juin 2023, Mathias Rasmussen rejoint la Belgique pour s'engager en faveur de l'Union Saint-Gilloise. Il signe un contrat de quatre ans, soit jusqu'en juin 2027.
Rasmussen inscrit son premier but pour l'Union Saint-Gilloise le 20 octobre 2023, lors d'une rencontre de championnat contre le KAS Eupen. Il est titularisé et participe à la victoire de son équipe par quatre buts à un.

### En équipe nationale
Le 24 mars 2017 Mathias Rasmussen fête sa première sélection avec l'équipe de Norvège espoirs, face au Portugal. Il entre en jeu à la place de Martin Ødegaard lors de cette rencontre qui se solde par une défaite de son équipe (3-1) mais délivre une passe décisive pour Morten Thorsby sur le seul but des siens.

## Palmarès

### En club
|  |  | SK Brann - Coupe de Norvège (1) : - Vainqueur : 2023. |  | Union Saint-Gilloise - Championnat de Belgique (1) : - Champion : 2025. - Vice-champion : 2024. - Coupe de Belgique (1) : - Vainqueur : 2024. - Supercoupe de Belgique (1) : - Vainqueur : 2024. |